# 丹波山村立丹波小学校
丹波山村立丹波小学校（たばやまそんりつ たばしょうがっこう）は、山梨県北都留郡丹波山村にある公立小学校。

## 沿革
- 1875年（明治8年）5月 - 宝蔵寺本堂に「丹波学校」として開校、鴨沢に分教場を設置[1]。
- 1888年（明治21年）4月 - 丹波尋常小学校に改称、鴨沢に分教場を置く[1]。
- 1892年（明治25年）3月 - 鴨沢分教場が独立する[1]。
- 1908年（明治41年）9月 - 旧校舎の新築落成式を挙行する[1]。
- 1914年（大正3年）1月 - 運動場を拡張する[1]。
- 1924年（大正13年）4月 - 高等科を併設する[1]。
- 1929年（昭和4年）5月 - 校舎新築工事を施工する[1]。
- 1939年（昭和14年）7月 - 校歌を制定[1]。
- 1941年（昭和16年）4月 - 国民学校令により、丹波国民学校に改称[1]。
- 1947年（昭和22年）4月 - 新学制により、丹波小学校に改称[1]。
- 1960年（昭和35年）5月 - 校舎改築落成する[1]。
- 1962年（昭和37年）10月 - 新校歌を制定する。同月、僻地集会室兼体育館が落成する[1]。
- 1967年（昭和42年）2月 - 給食センターが完成し、学校給食が開始される[1]。
- 1975年（昭和50年）10月 - 丹波小学校創立100周年記念祭挙行[1]。
- 1981年（昭和56年）
  - 6月 - 校舎改築のため、プレハブ校舎へ移転する[1]。
  - 7月 - 校舎新築工事開始（鉄筋3階建）[1]。
- 1982年（昭和57年）4月 - 新校舎へ移転し、授業開始[1]。
- 1983年（昭和58年）4月 - 鴨沢小学校を統合[1]。
- 1984年（昭和59年）7月 - 屋内体育館の工事開始[1]。
- 1985年（昭和60年）3月 - 屋内体育館完成[1]。
- 1989年（平成元年）4月 - 川崎市立古市場小学校との交流開始[1]。
- 1992年（平成4年）4月 - 親子山村留学始まる[1]。
- 2011年（平成23年）4月 - 丹波山村産材を活用した児童用机と椅子を設置する[1]。
- 2012年（平成24年）8月 - 校庭に滑り台を新設する。同月、電子黒板を購入しデジタル教科書を活用する[1]。
- 2013年（平成25年）3月 - 校庭にブランコ及び鉄棒を新設する[1]。
- 2014年（平成26年）
  - 3月 - 保健室と給食センターの改修工事[1]。
  - 5月 - タブレット端末を児童1人に1台貸与する[1]。
  - 6月 - 学校農園の整備（～平成27年度）[1]。
- 2015年（平成27年）
  - 4月 - 国語・算数デジタル教科書を購入し、授業で活用する[1]。
  - 8月 - 正面玄関前を改修工事する[1]。
- 2016年（平成28年）
  - 1月 - 本校ホームページを一新する[1]。
  - 11月 - グラウンド外壁を改修工事する[1]。
- 2020年（令和2年）5月 - 新型コロナウイルス感染症拡大防止におけるオンライン授業のため、ネットワーク設備工事を行う[1]。

## 学校周辺
- 丹波山村学校給食センター - 建物が隣接
- 稲荷神社
- 丹波山熊野神社
- 国道411号
- 丹波川

## アクセス
- 西東京バス「奥10」系統で、「丹波役場前」バス停下車後、徒歩約200m・約3分（直線距離は非常に近いが、道路の関係で遠回りとなる）。
- JR東日本青梅線奥多摩駅（東京都奥多摩町）から、
  - 上述の西東京バス「奥10」系統で48分、「丹波役場前」バス停下車後、徒歩。
  - 車で約22.7km・約45分。
- JR東日本中央本線・富士山麓電気鉄道富士急行線大月駅から、車で約32km・約1時間。
  - なお、丹波山村は山梨県の村だが、山梨県内の鉄道駅に路線バスで直接行く事はできない[2]。